# Gorcy
Gorcy és un municipi francès situat al departament de Meurthe i Mosel·la i a la regió del Gran Est. L'any 2007 tenia 2.361 habitants.

## Demografia

### Població
El 2007 la població de fet de Gorcy era de 2.361 persones. Hi havia 957 famílies, de les quals 249 eren unipersonals (107 homes vivint sols i 142 dones vivint soles), 253 parelles sense fills, 356 parelles amb fills i 99 famílies monoparentals amb fills.
La població ha evolucionat segons el següent gràfic:
Habitants censats

### Habitatges
El 2007 hi havia 1.032 habitatges, 971 eren l'habitatge principal de la família, 9 eren segones residències i 52 estaven desocupats. 749 eren cases i 279 eren apartaments. Dels 971 habitatges principals, 718 estaven ocupats pels seus propietaris, 243 estaven llogats i ocupats pels llogaters i 10 estaven cedits a títol gratuït; 10 tenien una cambra, 35 en tenien dues, 176 en tenien tres, 271 en tenien quatre i 480 en tenien cinc o més. 667 habitatges disposaven pel capbaix d'una plaça de pàrquing. A 405 habitatges hi havia un automòbil i a 435 n'hi havia dos o més.

### Piràmide de població
La piràmide de població per edats i sexe el 2009 era:
| Homes | Edats   | Dones |
| ----- | ------- | ----- |
| 4     | 95 o +  | 0     |
| 0     | 90 a 94 | 0     |
| 8     | 85 a 89 | 12    |
| 0     | 80 a 84 | 24    |
| 24    | 75 a 79 | 44    |
| 64    | 70 a 74 | 40    |
| 60    | 65 a 69 | 84    |
| 48    | 60 a 64 | 68    |
| 52    | 55 a 59 | 44    |
| 56    | 50 a 54 | 56    |
| 88    | 45 a 49 | 112   |
| 88    | 40 a 44 | 76    |
| 104   | 35 a 39 | 116   |
| 56    | 30 a 34 | 52    |
| 80    | 25 a 29 | 64    |
| 64    | 20 a 24 | 36    |
| 56    | 15 a 19 | 68    |
| 68    | 10 a 14 | 80    |
| 84    | 5 a 9   | 72    |
| 40    | 0 a 4   | 32    |

## Economia
El 2007 la població en edat de treballar era de 1.514 persones, 1.126 eren actives i 388 eren inactives. De les 1.126 persones actives 1.053 estaven ocupades (584 homes i 469 dones) i 73 estaven aturades (31 homes i 42 dones). De les 388 persones inactives 93 estaven jubilades, 132 estaven estudiant i 163 estaven classificades com a «altres inactius».

### Ingressos
El 2009 a Gorcy hi havia 960 unitats fiscals que integraven 2.332,5 persones, la mediana anual d'ingressos fiscals per persona era de 18.499 €.

### Activitats econòmiques
Dels 68 establiments que hi havia el 2007, 1 era d'una empresa extractiva, 1 d'una empresa alimentària, 6 d'empreses de fabricació de material elèctric, 6 d'empreses de fabricació d'altres productes industrials, 11 d'empreses de construcció, 5 d'empreses de comerç i reparació d'automòbils, 3 d'empreses de transport, 5 d'empreses d'hostatgeria i restauració, 2 d'empreses d'informació i comunicació, 3 d'empreses financeres, 4 d'empreses immobiliàries, 3 d'empreses de serveis, 11 d'entitats de l'administració pública i 7 d'empreses classificades com a «altres activitats de serveis».
Dels 20 establiments de servei als particulars que hi havia el 2009, 1 era una gendarmeria, 1 oficina de correu, 1 funerària, 3 tallers de reparació d'automòbils i de material agrícola, 1 paleta, 2 guixaires pintors, 1 fusteria, 3 lampisteries, 3 electricistes, 1 perruqueria, 2 restaurants i 1 saló de bellesa.
Dels 2 establiments comercials que hi havia el 2009, 1 era un hipermercat i 1 una botiga de menys de 120 m².
L'any 2000 a Gorcy hi havia 3 explotacions agrícoles.

## Equipaments sanitaris i escolars
El 2009 hi havia 1 farmàcia i 2 ambulàncies.
El 2009 hi havia 1 escola maternal i 1 escola elemental.

## Poblacions més properes
El següent diagrama mostra les poblacions més properes.